# Bacchisa venusta
Bacchisa venusta är en skalbaggsart som först beskrevs av Francis Polkinghorne Pascoe 1867.  Bacchisa venusta ingår i släktet Bacchisa och familjen långhorningar. Inga underarter finns listade.